# Estadio Gran Parque Central
Het stadion Gran Parque Central (Spaans: Estadio Gran Parque Central) is gelegen in Montevideo, Uruguay en is de thuisbasis van de club Nacional. Er is plek voor 23.500 man. In 1900 werd het stadion gebouwd en geopend. Het werd gebruikt tijdens de strijd om de Copa América van 1923, 1924 en tijdens het WK voetbal van 1930.

## WK interlands
| №  | Datum        | Wedstrijd                   | Uitslag | Competitie             | Toeschouwers |
| -- | ------------ | --------------------------- | ------- | ---------------------- | ------------ |
| 1. | 13 juli 1930 | Verenigde Staten – België   | 3 – 0   | WK 1930 Groepsfase (D) | 15.000       |
| 2. | 14 juli 1930 | Joegoslavië – Brazilië      | 2 – 1   | WK 1930 Groepsfase (B) | 20.000       |
| 3. | 15 juli 1930 | Argentinië – Frankrijk      | 1 – 0   | WK 1930 Groepsfase (A) | 18.000       |
| 4. | 16 juli 1930 | Chili – Mexico              | 3 – 0   | WK 1930 Groepsfase (A) | 7.000        |
| 5. | 17 juli 1930 | Joegoslavië – Bolivia       | 4 – 0   | WK 1930 Groepsfase (B) | 20.000       |
| 6. | 17 juli 1930 | Verenigde Staten – Paraguay | 3 – 0   | WK 1930 Groepsfase (D) | 20.000       |

Estadio Centenario (Montevideo) · Estadio Gran Parque Central (Montevideo) · Estadio Pocitos (Montevideo)